# عاصمة بلاد الذكر (كتاب)
’’’عاصمة بلاد الذكر: النجاح في الحياة بالصلاة والسلام على سول الله ﷺ’’’ كتاب من تأليف الكاتب أحمد خليل خير الله صدر عن دار المعالي بالاسكندرية في مصر عام 2014م. يتناول الكتاب كل ما يرتبط بالصلاة على النبي ﷺ من مزايا زفوائد.